# Роману
Роману (рум. Romanu) — село у повіті Бреїла в Румунії. Входить до складу комуни Роману.
Село розташоване на відстані 160 км на північний схід від Бухареста, 16 км на захід від Бреїли, 142 км на північний захід від Констанци, 26 км на південний захід від Галаца.

## Населення
За даними перепису населення 2002 року у селі проживали 1467 осіб, з них 1463 особи (99,7%) румунів. Рідною мовою 1466 осіб (99,9%) назвали румунську.